# مزرعه کریم‌خان زند
مزرعه کریم‌خان زند یک منطقهٔ مسکونی در ایران است که در دهستان زیدآباد واقع شده‌است.